# Elmira Jackals
Elmira Jackals – amerykański klub hokejowy z siedzibą w Elmira.
Klub został założony w 2000. Pierwotnie zespół występował w United Hockey League (UHL) w latach 2000-2007. W 2007 klub został przyjęty do rozgrywek ECHL.
Klub funkcjonował jako drużyna farmerska zespołów NHL – Columbus Blue Jackets, Ottawa Senators, Anaheim Ducks, New Jersey Devils, od 2014 Buffalo Sabres oraz Rochester Americans (AHL).

## Sukcesy
- Mistrzostwo dywizji UCHL: 2002
- Mistrzostwo dywizji ECHL: 2010, 2012
- Mistrzostwo konferencji ECHL: 2012